# Thomas W. Vahlenkamp
Thomas W. Vahlenkamp (* 1963 in Koblenz) ist ein deutscher Tierarzt und Direktor des Instituts für Virologie an der Veterinärmedizinischen Fakultät der Universität Leipzig. Er ist Fachtierarzt für Virologie, für Bakteriologie und Mykologie sowie für Immunologie. Als Studiendekan ist er verantwortlich für den Bereich Lehre.

## Leben
Thomas Wilhelm Vahlenkamp wurde in Koblenz geboren und wuchs in Ludwigshafen auf. Er studierte Tiermedizin an der Ludwig-Maximilians-Universität München in München, wo er 1993 über Untersuchungen zur Wirksamkeit antiviraler Mittel gegenüber der felinen Immunschwächevirus (FIV)-Infektion in in vitro-Testsystemen und an experimentell FIV-infizierten Katzen zum Dr. med vet. promovierte. Anschließend war er über fünf Jahre in der Abteilung Virologie der Veterinärmedizinischen Fakultät der Universität Utrecht, Niederlande, tätig und erwarb dort einen Abschluss als Ph.D. Bevor er für drei Jahre an das College of Veterinary Medicine der North Carolina State University in Raleigh (North Carolina) wechselte, arbeitete er als Hochschulassistent am Institut für Virologie der Veterinärmedizinischen Fakultät der Universität Leipzig.
Nach seiner Rückkehr 2004 war Vahlenkamp bis 2009 Laborleiter im Institut für Molekularbiologie des Friedrich-Loeffler-Instituts (FLI) in Greifswald auf der Insel Riems in Mecklenburg-Vorpommern sowie persönlicher Referent des FLI-Präsidenten Thomas Mettenleiter. Von dieser Position wurde er 2009 zum Leiter des Instituts für Infektionsmedizin des FLI berufen. In dieser Zeit hatte er als Fachtierarzt für Virologie, Mikrobiologie sowie für Immunologie und Serologie zudem einen Lehrauftrag an der Freien Universität Berlin und war Leiter des OIE- und Nationalen Referenzlabors für Enzootische Bovine Leukose sowie der Nationalen Referenzlabore für Maedi-Visna und Caprine Arthritis-Enzephalitis.
Seit Oktober 2010 ist Thomas Vahlenkamp Professor für Virologie an der Universität Leipzig und Direktor des Instituts für Virologie der Veterinärmedizinischen Fakultät. Sein Forschungsschwerpunkt ist die Immunpathogenese von Virusinfektionen  mit dem Schwerpunkt Influenza, Retro- und Rotaviren. Die Forschungsdatenbank der Universität Leipzig weist für die Jahre 2010 bis 2013 durchschnittlich elf Veröffentlichungen Vahlenkamps in deutscher und englischer Sprache aus, vorrangig in Fachpublikationen.

## Mitgliedschaften
Vahlenkamp ist u. a. Mitglied im Editorial Board der internationalen Fachzeitschriften Virus Genes, Veterinary Immunology and Immunopathology und Tierärztliche Praxis. Für das Fachgebiet Virologie ist er stellvertretendes Mitglied in der Zentralen Kommission für die Biologische Sicherheit (ZKBS). Außerdem ist er Mitglied der gemeinnützigen Robert-Koch-Stiftung, die den medizinischen Fortschritt fördert und den Kampf gegen Infektionskrankheiten und andere Volksseuchen unterstützt.
Ergänzend zu seiner Tätigkeit in Forschung und Lehre ist Vahlenkamp Vorsitzender des Wissenschaftlichen Beirats der GVG Diagnostics GmbH. Das Leipziger Biotechnologie-Unternehmen hat sich auf die veterinärmedizinische Diagnostik von Labortieren spezialisiert und entwickelt neue Gesundheitstests für den Nachweis von Infektionserkrankungen.
Während seines USA-Aufenthaltes engagierte er sich in zwei Kirchengemeinden, was er nach seiner Rückkehr nach Deutschland in der Domgemeinde St. Nikolai in Greifswald fortsetzte. Derzeit gehört er dem Kirchenvorstand der Martin-Luther-Kirchgemeinde in Markkleeberg bei Leipzig an.
Vahlenkampf gehört der christlichen Studentenverbindung Münchener Wingolf an.

## Schriften (Auswahl)
- Nachhaltigkeit in der veterinärmedizinischen Forschung, In: S. Baumert, K. Schlütter, S. Stoppe, M. Zlotowski (Hrsg.): Nachhaltigkeit – Auf den Spuren eines Begriffs und seiner Bedeutung im universitären Kontext, Lit Verlag, Münster, 2013, S. 59–66, ISBN 978-3-643-12015-1.
- mit K. Heenemann, S. Lapp, J.P. Teifke, D. Fichtner und T.C. Mettenleiter: Development of a Bovine leukemia virus polymerase gene-based real-time polymerase chain reaction and comparison with an envelope gene-based assay, In: Journal of Veterinary Diagnostic Investigation 24, 649–655.
- mit D. Fichtner (2011): Enzootische Leukose der Rinder, In: Tiergesundheitsjahresbericht 2010, Friedrich-Loeffler-Institut, 11, 58–59, ISSN 1867-9374.
- mit M. Gac und J. Bigda (2010): Increased mitochondrial superoxide dismutase expression and lowered production of reactive oxygen species during rotavirus infection, In: Virology 404, 293–303.
- mit D. Kalthoff, C. Grund, T.C. Harder, E. Lange, T.C. Mettenleiter und M. Beer (2010): Restricted susceptibility for the novel swine origin influenza virus A/H1N1 of chickens, turkeys and mice, In: Emerging Infectious Diseases journal 16, 703–705.
- mit J.P. Teifke, T.C. Harder, M. Beer und T.C. Mettenleiter (2010): Systemic influenza virus H5N1 infection in cats after gastrointestinal exposure, In: Influenza and Other Respiratory Viruses 4, 379–386.
- mit M. Giese, U. Bahr, N. J. Jakob, R. Kehm, M. Handermann, H. Müller, C. Spieß, T. Schneider, G. Schusser und G. Darai (2002): Stable and long-lasting immune response in horses after DNA vaccination against equine arteritis virus, In: Virus Genes 25, 159–167.
- mit H. K. Enbergs, A. Kipar und H. Müller (2001): Experimental infection of mice with Borna disease virus (BDV): Replication and distribution of the virus after intracerebral infection, In: Journal of NeuroVirology 7, 272–277.
- mit J. Kacza, H. Enbergs, J.A. Richt, C. Herden, A. Germer, H. Kuhrt, A. Reichenbach, H. Müller, T. Stahl und J. Seeger (2000): Neuron-glia interactions in the rat retina infected by Borna disease virus, In: Archives of Virology 145, 127–147.
- mit H. Enbergs und H. Müller (2000): Experimental and natural borna disease virus infections: presence of the viral RNA in cells of the peripheral blood, In: Veterinary Microbiology 76, 229–244.